# Phoenix Point
Phoenix Point — компьютерная игра в жанре пошаговой стратегии с элементами тактики, разработанная болгарской студией Snapshot Games. Релиз игры состоялся 3 декабря 2019 года для игровых платформ PC (Microsoft Windows), macOS. Phoenix Point является духовным преемником серии X-COM, созданной главой студии Джулианом Голлопом.

## Сеттинг
В 2022 году земные учёные обнаружили внеземной вирус в районе вечной мерзлоты, который назвали Пандоравирусом. Только один процент из генома вируса был уже известен учёным, от контакта с которым животные и люди мутировали в ужасных созданий (при создании которых разработчики вдохновлялись произведениями Говарда Лавкрафта и Джона Карпентера). К концу 2020-х годов таяние полярных шапок освободило вирус, который начал распространяться через мировые океаны. Пандора быстро подчинила себе водную поверхность, а мутировавшие гибриды морских созданий могли комфортно существовать и на суше. После этого вирус начал заражать земную поверхность воздушно-капельным путём в виде тумана, который одновременно был распространителем инфекции и основой коллективного разума вируса. От инфекции можно было укрыться лишь на возвышенностях, из-за чего большая часть человечества была инфицирована.
Действие игры начинается в 2047 году. Туман и порождённые им создания (пандоране) уничтожили мировую цивилизацию, остатки человечества существуют лишь в изолированных районах по всей планете и находятся на грани уничтожения.. Различные человеческие фракции имеют собственное представление, как справиться с инопланетной угрозой.

### Проект Феникс
Игрок начинает игру в качестве лидера ячейки мировой и засекреченной организации «Проект Феникс». Созданная в XX веке, организация ставила перед собой задачу в оказании помощи человечеству на случай глобальной опасности. Члены ячейки в лице лучших оставшихся в живых инженеров, солдат и учёных созываются проектом на базе Phoenix Point Однако после прибытия всех участников никаких инструкций от проекта Феникс так и не поступает. Игроку предстоит выяснить судьбу оставшихся ячеек Проекта и попытаться спасти человечество от уничтожения.

### Новый Иерихон
Милитаристская человеческая фракция, ставящая своей целью борьбу с инопланетянами. Её возглавляет бывший миллиардер и ветеран-наёмник Тобиас Вест. В 2020-х годах он прославился как глава технологической и охранной компании Vanadium Inc., занимавшейся сопровождением морских грузов во время заражения океана Пандорой. Новый Иерихон стремится полностью уничтожить следы инопланетной заразы на планете с помощью боевых действий и военных технологий. Несмотря на это, фракции может угрожать раскол из-за существующих на текущий момент идейных конфликтов. Убежищами фракции обычно являются хорошо укреплённые крепости в заброшенных промышленных районах и на холмах, имеющие полноценную производственную базу.

### Последователи Ану
Религиозный культ, учение которого объединило авраамические религии и учения о конце света. Согласно их мировоззрению, человеческое тело от природы было искажено биологией. Поклоняются «Мёртвому Богу» инопланетного происхождения, рассматривают туман как наказание и спасение человечества. Им удалось научиться создавать гибридов через воздействие тумана на культистов, сохраняющих после процедуры человеческий разум. Обычно размещают свои убежища в пещерах, подчиняются Экзархам и Возвышенной.

### Синедрион
Наиболее технологически развитая человеческая фракция, стремящаяся создать новое и лучшее общество на руинах старого с помощью экологии. Организация стремится создать глобальную нацию, живущую в гармонии со своими гражданами и окружающей средой. Рассматривая пришельцев как часть экологического ландшафта планеты, Синедрион ищет способ сосуществования с ними и туманом. Убежища расположены на высоких технологически-развитых платформах, организация имеет децентрализованную структуру и отличается медленной скоростью принятия решений.

## Игровой процесс
Phoenix Point позиционируется духовным преемником серии игр X-COM, которая в 1990-х годах объединила глобальную стратегию и тактические бои с сюжетом о спасении Земли от инопланетного вторжения. Разрабатывавший те игры Джулиан Голлоп принял участие в разработке Phoenix Point, где будет учтён опыт игры X-COM: Apocalypse (открытый игровой мир, в котором несколько человеческих фракций под управлением ИИ действуют по собственному плану действий). В интервью 2012 года Голлоп следующим образом высказывался о положении франщизы X-COM:

— Серия XCOM всегда была очень популярна, а сейчас она на новом пике популярности. Вы хотите работать над новой частью этой франшизы?
— Нет, я думаю, что я завершил с X-COM. Я много раз пытался в течение многих лет вести работы, чтобы получить ремейк, но Firaxis наконец сделала это. Кроме того, есть перспективный и более точный ремейк Xenonauts.
Оригинальный текст (англ.)— XCOM series always had a lot of fans, but now it is at a new peak of popularity. Would you like to work on a new part of this franchise?
— No, I think I am done with X-Com. I tried many times for many years to get a remake underway, but Firaxis finally did it. Also, there is a promising and more faithful remake nearing completion called ‘Xenonauts’.
— Интервью GameStar.ru, 5 декабря 2012 года
В ходе работы над игрой Голлоп ориентировался на стратегические игры с процедурной генерацией и независимым игровым процессом вроде Crusader Kings II и Sid Meier's Alpha Centauri. Боевая часть игры будет учитывать опыт XCOM: Enemy Unknown и XCOM 2 (в аспекте пошаговых тактических боевых систем и пользовательского интерфейса).
Влияние на Phoenix Point также оказала серия игр Fallout (система прицеливания в части тела противника). Голлоп также планировал представить новые идеи, вроде случайной мутации и эволюции инопланетян как попытка приспособиться под применяемые игроком тактику и технологии. Разработчики из Snapshot Games фокусировались на создание Phoenix Point как однопользовательской игры, хотя официального отказа от многопользовательского режима не было.

### Мутации
Частью процедурной генерации игры является развитие инопланетной угрозы, что создаёт дополнительные вызовы и сюрпризы для игрока в ходе тактических боёв. Встреченные игроком пришельцы изменчивы по двум направлениям: возможность выбора взаимозаменяемых частей тела, а также размера и формы.. Когда вирус проникает в новый регион, использование местной фауны и людей позволит ему создавать новых мутантов. Так, в Африке в процессе мутации может использоваться геном львов, из-за чего новые гибриды будут напоминать сфинксов.
После победы в сражении инопланетяне могут мутировать ради использования захваченного оружия и технологий. В то же время при постоянных поражениях они будут эволюционировать в рамках естественного отбора. Сам процесс мутаций будет иметь случайный характер, однако ИИ будет пытаться подобрать наиболее подходящий вариант для борьбы с людьми (вроде новой способности при ближней атаке или защиты от определённого оружия). Процесс эволюции будет идти до победы в конкретном сражении, после чего число пришельцев с удачно подобранной мутацией будет увеличиваться как ответ вируса на применяемые игроком стратегию и технологии.

### Отношения фракций
Пока игрок будет бороться с инопланетной угрозой, в этом мире будут существовать управляемые ИИ человеческие фракции, развивающиеся аналогично своему сопернику-человеку «Новый Иерихон», «Последователи Ану» и «Синедрион» будут являться неигровыми фракциями, под чьим контролем пребывает большая часть сохранённых ресурсов мира. Также существуют независимые убежища и выжившие люди, с которыми можно будет также взаимодействовать.
Три фракции имеют собственные уникальные технологии, особенности и дипломатические отношения друг с другом. Деятельность группировок направлена на достижение краткосрочных и долгосрочных задач, соответствующих исповедуемой ими идеологии. Игроки могут получить их технологии с помощью завоевания или торговли, каждая из трёх сил имеют собственные секреты, способные решить вопрос инопланетной угрозы.
Тем самым существует три концовки игры, зависящие от фракций. В то же время игрок может стать союзником только одной из них, за одно прохождение будет невозможно получить секреты и технологии всех трёх человеческих групп.

### Глобальный режим
Игровой мир для каждой кампании будет создаваться через процедурную генерацию. Для выживания игрокам необходимо обнаружить и получить редко встречающиеся ресурсы, сделав разумный выбор по методике их получения и расходования. Изначально игроку не будет видна вся карта, из-за чего процесс расширения должен быть обдуманным. Каким способом игроки получают ресурсы будет влиять на отношения с другими ключевыми человеческими фракциями. Игроки могут вступать в открытые боевые действия с другими убежищами, отнимая у них ресурсы или захватывая их базы.
В отношениях с другими группами игрок может применять как грубую (похищения, саботаж, убийства, военные перевороты), так и мягкую (посредничество в чужих конфликтах, защита убежищ от нападений пришельце и их соперников, создание альянсов и торговля) силы. Нехватки ресурсов в игровом мире подталкивает как игрока, так и фракции к дипломатическим контактам друг с другом. Поступки игрока в этой сфере окажет существенное влияние на игровое повествование. В то же время управляемые ИИ фракции будут сражаться или договариваться без оглядки на сделанное игроком. Формат общения игрока и фракций будет похоже на используемый в игровой серии Civilization.
При принятии стратегических решений игрокам будет доступен глобальный пользовательский интерфейс Geoscape, являющийся более сложной версией своих аналогов из прошлых игр X-COM. Режим позволяет заниматься стратегическими решениями, отслеживать масштабы распространения тумана, научными разработками, дипломатией и размещением солдат для выполнения боевых миссий в различных локациях по всему миру (убежища других фракций, заброшенные военные и гражданские здания, лагеря инопланетян, базы игрока и другие сооружения Проекта Феникс).

### Тактический режим
Боевые миссии будут и иметь разрушаемое окружение. Солдаты могут использовать разнообразное вооружение, включая огнемёты, химическое оружие, взрывчатые вещества и дронов (воздушных и наземных после изучения соответствующей технологии). Также игроки смогут использовать транспорт для военной поддержки или перевозки солдат.
На поле боя можно будет выставить от четырёх до шестнадцати солдат, ограничениями будут состояние здоровья и транспортные возможности. Пока игрок будет стремиться одолеть в бою пришельцев или человеческих противников, те в этот момент могут иметь собственные цели. Например, при нападении на базу или убежище вражеские солдаты попытаются найти и уничтожить жизненно важные элементы её функционирования. Пришельцы при обнаружении гражданских попытаются их убить или похитить.
Сражение будет проходить в пошаговом режиме, имеющем тактические опции аналогично играм серии X-COM. У солдата будет два базовых действия, которые он может выполнить за один ход, вроде передвижения или стрельбы. Влияние основных действий может быть продлено: если при их выполнении был обнаружен противник, то игрок может отреагировать на это стрельбой или движением; у солдат есть специальные действия, позволяющие сделать больше в конкретном ходу (вроде ответного огня). При неточной стрельбе возможно повреждение сторонних объектов и людей.
Солдаты обладают силой воли, позволяющей тратить очки воли на выполнение специальных действий. Также этот ресурс расходуется при ранении, гибели соратников, специальных атак противника и встрече со страшными монстрами. Если показатель очков воли будет равен нулю, у солдата может начаться паника или потеря рассудка. Восстановить их можно отдыхом и рядом специальных действий. Полученные травмы и пережитое в бою может привести к наркотической зависимости и психическим заболеваниям, с которыми игрок сможет бороться исследованием новых реабилитационных технологий.
В ходе боёв игрок столкнётся с разнообразными противниками, включая эволюционировавших пришельцев, наиболее сложнейшими соперников из которых будут инопланетные боссы. Разработчиками был представлен один из них — Королева Крабов, способная в ходе боя порождать новых пришельцев и использующая части своего тела для реализации специальных способностей (вызов микробного тумана, открывающего местоположение солдат противника и способного воскрешать и лечить пришельцев).

## Разработка
Джулиан Голлоп и Дэвид Kaye создали студию Snapshot Games для создания компьютерной игры Chaos Reborn, релиз которой состоялся 26 октября 2015 года. 18 марта 2016 года Голлоп опубликовал в Twitter первый тизер, посвящённый созданию Phoenix Point. Весь следующий год её разработкой занимались восемь сотрудников Snapshot Games под руководством Голлопа. После того, как в первый год на создание игры были потрачены 450 тыс. долларов США, Snapshot Games организовала на сервисе Fig краудфандинговую кампанию на сервисе по сбору 500 тыс. долларов для доделывания игры. Сама студия находилась в Болгарии, где затраты на разработку видеоигр были на 2/3 дешевле, чем в США. 7 июня 2017 года сбор средств был успешно завершён, 10 314 инвесторов вложили 765 948 долл. США и получили право на получение дивидендов с будущих продаж. На следующий день компания объявила о найме четырёх разработчиков и планах увеличить свою команду до тридцати человек к концу года.
Выход игры ожидался в четвёртом квартале 2018 года через сервисы Steam и GOG для платформ Microsoft Windows, macOS и Linux. Разработчики ставили своей целью продать не менее одного миллиона копий, обосновывая эту цифру качеством своего продукта и верой в наличие сильного интереса к новой игре в жанре X-COM от Джулиана Голлопа. Для выхода на точку безубыточности было достаточно продать более 48 тыс. копий игры при цене 35 долл. 1 мая студия представила спонсорам преальфа-версию игры. В мае 2018 года Snapshot Games сообщила о переносе даты выхода к середине следующего года, чтобы потратить высвободившееся время на правильную интеграцию игрового контента. В феврале 2019 года срок выхода игры был перенесён на сентябрь, разработчики принесли извинения и пообещали представить в марте новую пробную версию для инвесторов с Fig.
В марте 2019 года было объявлено о заключении разработчиками соглашения с Epic Games Store, по которому игра для платформ Microsoft Windows и macOS будет один год эксклюзивна для этого сервиса. Все инвесторы с Fig и успевшие оформить предзаказ в течение первого года бесплатно получат DLC, не согласным с выбором в качестве посредника Epic Games Store вернут деньги до 12 апреля. Согласно отчёту инвестора с Fig ResetEra, его полученный доход от ещё не вышедшей игры составлял 191 %, а стоимость сделки с Epic Games Store равнялась 2,25 млн долларов. Эту сумму Голлоп планировал потратить выпуск игры без каких-либо проблем и улучшение выпуска пост-релизного контента.
3 декабря состоялся релиз игры на базе Epic Games Store, в то же время выход версии для Microsoft Store был перенесён из-за неоконченного процесса сертификации. В первом квартале 2020 года планировался релиз игры для Xbox One, а позже — на PlayStation 4. Также готовились пять платных дополнений.

### Разработчики
Джулиан Голлоп являлся творческим лидером в процессе разработки Phoenix Point, композитором выступил Джон Брумхолл (UFO: Enemy Unknown, X-COM: Terror from the Deep, X-COM: Apocalypse и Transport Tycoon). Над сценарием и сюжетом игры работали Аллен Строуд (Chaos Reborn, Elite: Dangerous) и Йонас Киратзес (The Talos Principle).. В качестве художников выступили Светослав Петров (разработка и иллюстрация концепт-артов), Александар Игнатов (перевод концепт-артов в пластилиновые скульптуры для рендеринга 3D компьютерных моделей), Самуил Станоев (создание 3D компьютерных моделей) и игровой арт-директор Борислав Богданов. Ранее Богданов и Петров работали над Chaos Reborn.

### Истории
Сценаристы игры Аллен Строуд и Йонас Киратзес написали ряд коротких историй, которые помогут понять игровой мир и его основные темы. В проекте приняли участие Томас Тёрнбулл-Росс и Крис Феллоуз. Многие из этих рассказов были бесплатно опубликованы разработчиками на официальном сайте игры.
| Дата                | Название               | Перевод           | Автор         | Сюжет                                                                                           | Ссылка |
| ------------------- | ---------------------- | ----------------- | ------------- | ----------------------------------------------------------------------------------------------- | ------ |
| 9 апреля 2017 года  | The Old Man of the Sea | Старик моря       | Строуд        | История женщины из 1995 года и полученного ею дедушкиного наследства.                           | [ 57 ] |
| 12 апреля 2017 года | The Hatch              | Люк               | Киратзес      | Расшифровка слушаний в 1973 году, посвящённых миссии Проекта Феникс на Луне.                    | [ 58 ] |
| 26 апреля 2017 года | Disciples of Anu       | Последователи Ану | Киратзес      | Анализ Проектом Феникс Последователей Ану.                                                      | [ 48 ] |
| 27 апреля 2017 года | New Jericho            | Новый Иерихон     | Строуд        | Анализ Проектом Феникс Нового Иерихона.                                                         | [ 14 ] |
| 28 апреля 2017 года | Synedrion              | Синедрион         | Строуд        | Анализ Проектом Феникс Синедриона.                                                              | [ 59 ] |
| 30 апреля 2017 года | Tomb of the Phoenix    | Гробница Феникса  | Киратзес      | Отчёт об экспедиции в 1937 году на остров у побережья Антарктики.                               | [ 60 ] |
| 2 мая 2017 года     | Far Out There          | Далеко там        | Киратзес      | Стенограмма обращения к американским исследователям Проекта Феникс в 1978 году.                 | [ 49 ] |
| 4 мая 2017 года     | Recruiting             | Наём              | Строуд        | История военного ветерана-инвалида, привлечённого вербовщиком Vanadium Inc.                     | [ 47 ] |
| 5 мая 2017          | The Curator            | Куратор           | Тернбулл-Росс | Выдержка из перевода записей на арабском языке, находящихся в военно-морском музее США.         | [ 53 ] |
| 9 мая 2017 года     | The Claimed Idol       | Заявленный идол   | Строуд        | История европейского путешественника, обнаружившего сооружение в тропическом лесу.              | [ 61 ] |
| 10 мая 2017 года    | Fragments of Knowing   | Части знания      | Строуд        | История человека, который просыпается в общественном туалете без памяти о своей личности.       | [ 50 ] |
| 12 мая 2017 года    | Hafgufu                | Хафгуфа           | Тёрнбулл-Росс | Стенограмма записи голоса, переведённая с норвежского.                                          | [ 62 ] |
| 17 мая 2017 года    | Semper Fidelis         | Всегда верен      | Киратзес      | Доклад морского пехотинца, присоединившегося к Проекту Феникс.                                  | [ 63 ] |
| 23 мая 2017 года    | Hanamaru Sushi         | Ханамару Суши     | Феллоуз       | История работника ресторана суши.                                                               | [ 54 ] |
| 23 мая 2017 года    | Launch Codes           | Коды запуска      | Строуд        | История работника индийской военной базы в 2032 году.                                           | [ 54 ] |
| 2 июня 2017 года    | The Second Step        | Второй шаг        | Киратзес      | История журналиста, отправившегося вместе с учёными в Москву для изучения инопланетного вируса. | [ 64 ] |
| 6 июня 2017 года    | Soulstealing           | Кража души        | Строуд        | История английского туриста, путешествовавшего в Румынии.                                       | [ 65 ] |
| 7 июня 2017 года    | Towards Freedom        | На пути к свободе | Киратзес      | История нескольких людей из Афин во время появления тумана.                                     | [ 66 ] |
| 7 июня 2017 года    | Harbinger              | Предвестник       | Строуд        | История пережившего рак жителя Новой Американской Республики.                                   | [ 66 ] |
| 7 июня 2017 года    | Dotada                 | Наделённый        | Тернбулл-Росс | Выдержка из перевода испаноязычного дневника, найденного в пещере на берегу Аргентины.          | [ 66 ] |

## Приём
Средневзвешенная оценка компьютерной версии игры от агрегатора рецензий Metacritic составляла 76 баллов на основе 21 обзора.